# مهرجان الرقص المعاصر
مهرجان الرقص المعاصر (2006-) هو مهرجان دولي للرقص المعاصر يُنظم في رام الله سنوياً في الفترة بين 15-22 حزيران من قبل سرية رام الله. يستهدف الجمهور الفلسطيني بشكل عام وقطاع الشباب بشكل خاص. يعتبر ملتقى ومنبراً ثقافياً ومساحة للتعبير عن قضايا الحرية، والاضطهاد، والعدالة الاجتماعية. وحاز المهرجان على جائزة القطان للعمل الثقافي المتميز لعام 2008، وجائزة مؤسسة التعاون للإنجاز.
في عام 2007 تأسست شبكة مساحات للرقص المعاصر التي تضم إلى جانب سرية رام الله مقامات مسرح الرقص في لبنان، وتجمع تنوين للرقص المسرحي في سوريا، والمركز الوطني للثقافة والفنون في الأردن. ويجري تنظيم مهرجانات الرقص بين هذه المنظمات إلى الآن.

## الأهداف
يهدف المهرجان إلى تعزيز الحوار والتبادل الثقافي بين الشعب الفلسطيني وشعوب العالم، وتقديم الجسد ليس كأداة تعبير فحسب، بل كمساحة وموضوع للتعبير. ويسعى أيضًا إلى تقديم مجموعة متنوعة من أساليب الرقص المعاصرة للشعب الفلسطيني وتطوير قدرات أولئك الذين يعملون في مجال الرقص في فلسطين. كما ويهدف إلى تعزيز التواصل وخلق فرص للتعاون ما بين فرص الرقص الفلسطينية وضيوف الملتقى القادمين من بلدان مختلفة. خلال الملتقى سيتعرف الضيوف على مشاريع الرقص التي ستعرضها الفرق المحلية، وسيتم بحث واستكشاف الفرص المتاحة سواء لاستضافة العروض في مهرجانات عربية ودولية أو منح الفرق فرص إقامات فنية في الخارج تساعدهم على تطوير أدواتهم ومعارفهم، أو بلورة مشاريع جديدة. بالإضافة إلى أن المهرجان يعتبر فرصة رائعة لفرق الرقص والفنانين لتبادل الخبرات والمعرفة والتعرف على أعمال بعضهم البعض ولتشجيع التعاون الفني والثقافي بين فنانين الرقص الفلسطينيين وضيوف الملتقى القادمين من بلدان مختلفة. كما وشكّل المهرجان، ويشكّل، مساحة لتحقيق حق العودة بصورة أو بأخرى.

## الترتيبات
يشارك في المهرجان 15 فرقة فنية، من بينهم 5 فرق أجنبية، و10 فرق فلسطينية، وينظم المهرجان 15 فعالية فنية ما بين عروض مميزة ومتنوعة تقدمها الفرق المشاركة، إضافة إلى أفلام الرقص. وتتوزع الفرق المشاركة على جنسيّات مختلفة، فعلاوة على العروض المحليّة هناك عروض من: الولايات المتحدة الأميركية، وفرنسا، وإيطاليا، وإستونيا، والمغرب. ويشتمل المهرجان أيضا على ورش عمل في الرقص ومؤتمر الرقص والمجتمع. ويستضيف المهرجان نخبة من مصممي الرقص ومدارس المهرجانات والمسارح الدولية.

## التذاكر
سعر التذاكر 10 شيكل لكافة العروض التي تقام في المسارح، وتُباع في:
- سرية رام الله الأولى.
- قصر رام الله الثقافي.
- المسرح البلدي/ دار بلدية رام الله.
- سوبرماركت الزعرور.
- مطعم زيت وزعتر.

## الداعمون
- بلدية رام الله.
- فندق الكرمل الراعي الرئيسي.
- الصندوق العربي للثقافة والفنون- آفاق والمجلس الثقافي البريطاني.
- القنصلية الفرنسية العامة في القدس.
- مؤسسة عبد المحسن القطان.
- شركة المشروبات الوطنية.
- شراكة إعلامية مع قناة الغد، وقناة رؤيا الأردنية، ومجلة رمان الثقافية، شبكة راية الإعلامية، وراديو 24 إف إم، وشركة إنترنتك، ومنصة فلسطين الثقافية.